# Assainissement routier

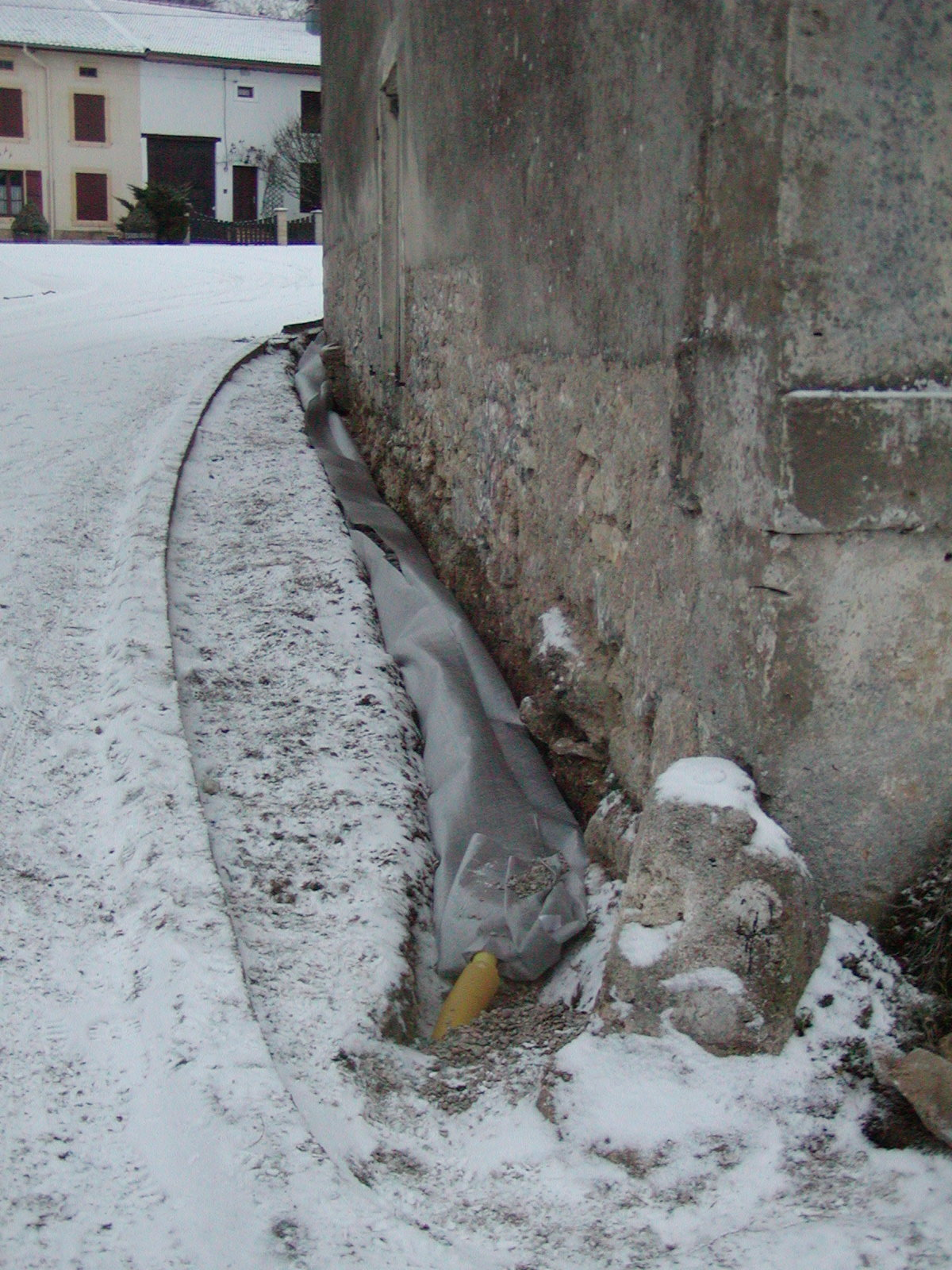
Nord de la Meuse (France). Travaux de drainage d'un tour de volet.

 (septembre 2012).
L'assainissement routier est complexe du fait de la forme de plus en plus horizontale des routes, des nombreux polluant lié à l'automobile (carburant, lubrifiant, pneus, etc.) et la plupart du temps de l’éloignement de toute unité de collecte et de traitement des eaux.

## Historique
Les premiers dispositifs d'assainissement de la route ont eu pour objet d'éloigner l'eau de la chaussée, tant pour le confort des usagers que pour la pérennité des structures.
Pour la période récente, la loi sur l'eau du 3 janvier 1992 en définit le cadre juridique. L'assainissement routier doit également contribuer à la préservation des ressources en eau et à la lutte contre les pollutions accidentelles.
Les guides publiés par le SETRA (Service d'études sur les transports, les routes et leurs aménagements) sont de bons supports techniques.

## Écoulement des eaux
Lorsqu'une route traverse un bassin versant, que l'on nommera ici bassin versant naturel (BVN) pour le distinguer du bassin versant routier (BVR) et du bassin de rétention traitement (BRT), elle est confrontée à plusieurs types d'écoulement :
- les eaux de pluie
- les eaux de surface
- les eaux souterraines

## Collecte des eaux
Plusieurs types d'ouvrages sont utilisés :
- les collecteurs et canalisations
- les ouvrages d'art pour le rétablissement des cours d'eau
- les bassins de rétention traitement (BRT) pour la régulation des débits et le traitement des pollutions

## Documentation
- Guide SETRA "Drainage routier" de mars 2006
- Guide SETRA "Assainissement routier" d’octobre 2006
- Guide SETRA "Pollution d’origine routière" d’août 2007